# 五月雨よ
「五月雨よ」（さみだれよ）は、日本の女性アイドルグループ櫻坂46の楽曲。秋元康が作詞、温詞が作曲した。櫻坂46の4作目のシングルとして2022年4月6日に発売された。楽曲のセンターポジションは山﨑天が務めた。

## 背景とリリース
Blu-ray付属の初回仕様限定盤TYPE-A・B・C・D、CDのみの通常盤の5形態で発売。また、Sony Music Shop限定で特別仕様盤も発売された。
前作「流れ弾」より約半年ぶりとなる2022年第1弾シングル。本作限りでの卒業を発表している渡邉理佐、原田葵が参加する最後のシングル作品である。本作の発売日は、欅坂46のデビューシングル「サイレントマジョリティー」の発売日と同じ日である。
表題曲は、メンバーの松田里奈がパーソナリティを務めるラジオ番組『レコメン!』（文化放送）の2月22日（21日深夜）放送分で音源が初解禁された。
また、2022年3月28日にTBS系列で放送された『CDTVライブ!ライブ! 春の4時間SP』でテレビ初披露された。
2024年1月10日にYouTubeで公開された『THE FIRST TAKE』で、センターを務める山﨑天が表題曲をソロ歌唱した。
| 対象店舗                                                                        | 特典内容                                                      |
| ------------------------------------------------------------------------------- | ------------------------------------------------------------- |
| ローソン・ミニストップLoppi端末、HMV、HMV&BOOKS online                          | 生写真（TYPE-A〜D：3枚、通常盤：2枚 ※撮り下ろし各形態別絵柄） |
| TSUTAYA（一部店舗除く）、TSUTAYA オンラインショッピング                         | フォトジャケット（各TYPE別）                                  |
| Amazon.co.jp                                                                    | メガジャケ（各TYPE別）                                        |
| セブンネットショッピング                                                        | ポストカード（TYPE-A）                                        |
| タワーレコード（一部店舗除く）、タワーレコードオンライン                        | ポストカード（TYPE-B）                                        |
| ヨドバシカメラ（一部店舗除く）、ヨドバシ.com                                    | ポストカード（TYPE-C）                                        |
| ラムタラ、ラムタラ Web Shop、アリババ、ムーラン                                 | ポストカード（TYPE-D）                                        |
| 山野楽器（CD・DVD取扱い店舗）山野楽器オンラインショップ                         | B3ミニポスター（TYPE-A）                                      |
| 櫻坂46応援店                                                                    | B3ミニポスター（TYPE-B）                                      |
| WonderGOO（一部店舗除く・オンライン含む）、新星堂（一部店舖除く・ECサイト含む） | B3ミニポスター（TYPE-C）                                      |
| ソフマップ（一部店舗除く・CDソフト取扱店）、ソフマップ・ドットコム              | B3ミニポスター（TYPE-D）                                      |
| Sony Music Shop                                                                 | ステッカー（TYPE-A）                                          |
| Joshin（ディスクピア）、Joshin webショップ                                      | ステッカー（TYPE-B）                                          |
| コーチャンフォー（エムズエクスポ盛岡店含む）                                    | ステッカー（TYPE-C）                                          |
| 楽天ブックス                                                                    | ステッカー（TYPE-D）                                          |
| 玉光堂、バンダレコード、ライオン堂、イケヤミュージック（ECサイト含む）          | ステッカー（通常盤）                                          |

## アートワーク
| TYPE-A 表 | 山﨑天                                                     |
| TYPE-B 表 | 菅井友香・守屋麗奈・田村保乃・小林由依・藤吉夏鈴・小池美波 |
| TYPE-C 表 | 原田葵・土生瑞穂・齋藤冬優花・上村莉菜・渡邉理佐・尾関梨香 |
| TYPE-D 表 | 関有美子・武元唯衣・松田里奈・井上梨名・山﨑天・大園玲     |
| 通常盤 表 | 増本綺良・幸阪茉里乃・遠藤光莉・大沼晶保・森田ひかる       |

ジャケット・アートワークは4作連続でKing Gnuの常田大希が主宰するクリエイティブチーム・PERIMETRONが担当。

## チャート成績
本作は2022年4月18日付の「オリコン週間シングルランキング」で初週推定売上39万3000枚を記録し、初登場1位を獲得。これで4作連続通算4作目の1位となった。
同日付の「オリコン週間合算シングルランキング」でも週間合計410,554ポイント（CDシングル393,215ポイント、デジタルシングル（単曲）1,310ポイント、ストリーミング16,029ポイント）を記録し、4作連続週間1位を獲得した。Billboard JAPANでは初週売上45万2752枚を記録し、2022年4月13日公開の「Billboard Japan Top Singles Sales」で首位を獲得。他指標ではルックアップ2位、ダウンロード19位、ストリーミング27位、ラジオ18位、Twitter6位を記録し、同日公開の「Billboard Japan Hot 100」でも総合1位を獲得した。

## ミュージック・ビデオ
五月雨よ
監督：堀田英仁 / 振付：TAKAHIRO / 制作：isai inc.
僕のジレンマ
監督：金野恵利香 / 振付：TAKAHIRO / 制作：祭
車間距離
監督：森義仁 / 振付：TAKAHIRO / 制作：AOI Pro.

## メディアでの使用
五月雨よ
イオンカード『新生活』篇、『まいにち』篇、『旅行』篇のCMソング、テレビ東京系『有吉ぃぃeeeee!そうだ!今からお前んチでゲームしない?』2023年5月度エンディングテーマ。
僕のジレンマ
イオンカード『USJアトラクション貸切キャンペーン』篇のCMソング。

## シングル収録トラック

### TYPE-A
| #         | タイトル                          | 作詞      | 作曲              | 編曲              | 時間  |
| --------- | --------------------------------- | --------- | ----------------- | ----------------- | ----- |
| 1.        | 「五月雨よ」                      | 秋元康    | 温詞              | TomoLow、温詞     | 5:16  |
| 2.        | 「僕のジレンマ」                  | 秋元康    | TomoLow、中村泰輔 | TomoLow、中村泰輔 | 4:39  |
| 3.        | 「I'm in」                        | 秋元康    | 梅野悠大          | 梅野悠大          | 5:01  |
| 4.        | 「五月雨よ -OFF VOCAL ver.-」     |           | 温詞              | TomoLow、温詞     | 5:16  |
| 5.        | 「僕のジレンマ -OFF VOCAL ver.-」 |           | TomoLow、中村泰輔 | TomoLow、中村泰輔 | 4:39  |
| 6.        | 「I'm in -OFF VOCAL ver.-」       |           | 梅野悠大          | 梅野悠大          | 5:00  |
| 合計時間: | 合計時間:                         | 合計時間: | 合計時間:         | 合計時間:         | 29:51 |

| #  | タイトル                         | 作詞 | 作曲・編曲 | 監督     |
| -- | -------------------------------- | ---- | ---------- | -------- |
| 1. | 「五月雨よ -MUSIC VIDEO-」       |      |            | 堀田英仁 |
| 2. | 「Documentary of Risa Watanabe」 |      |            |          |

### TYPE-B
| #         | タイトル                          | 作詞      | 作曲              | 編曲              | 時間  |
| --------- | --------------------------------- | --------- | ----------------- | ----------------- | ----- |
| 1.        | 「五月雨よ」                      | 秋元康    | 温詞              | TomoLow、温詞     | 5:16  |
| 2.        | 「僕のジレンマ」                  | 秋元康    | TomoLow、中村泰輔 | TomoLow、中村泰輔 | 4:39  |
| 3.        | 「断絶」                          | 秋元康    | CHOCOLATE MIX     | CHOCOLATE MIX     | 4:13  |
| 4.        | 「五月雨よ -OFF VOCAL ver.-」     |           | 温詞              | TomoLow、温詞     | 5:16  |
| 5.        | 「僕のジレンマ -OFF VOCAL ver.-」 |           | TomoLow、中村泰輔 | TomoLow、中村泰輔 | 4:39  |
| 6.        | 「断絶 -OFF VOCAL ver.-」         |           | CHOCOLATE MIX     | CHOCOLATE MIX     | 4:11  |
| 合計時間: | 合計時間:                         | 合計時間: | 合計時間:         | 合計時間:         | 28:14 |

| #  | タイトル                   | 作詞 | 作曲・編曲 | 監督     |
| -- | -------------------------- | ---- | ---------- | -------- |
| 1. | 「五月雨よ -MUSIC VIDEO-」 |      |            | 堀田英仁 |

| #  | タイトル                              | 作詞 | 作曲・編曲 |
| -- | ------------------------------------- | ---- | ---------- |
| 2. | 「オープニングVTR」                   |      |            |
| 3. | 「ソニア」                            |      |            |
| 4. | 「BAN -Day1-」                        |      |            |
| 5. | 「半信半疑」                          |      |            |
| 6. | 「なぜ 恋をして来なかったんだろう？」 |      |            |
| 7. | 「最終の地下鉄に乗って」              |      |            |
| 8. | 「君と僕と洗濯物」                    |      |            |
| 9. | 「Microscope」                        |      |            |

### TYPE-C
| #         | タイトル                          | 作詞      | 作曲              | 編曲              | 時間  |
| --------- | --------------------------------- | --------- | ----------------- | ----------------- | ----- |
| 1.        | 「五月雨よ」                      | 秋元康    | 温詞              | TomoLow、温詞     | 5:16  |
| 2.        | 「僕のジレンマ」                  | 秋元康    | TomoLow、中村泰輔 | TomoLow、中村泰輔 | 4:39  |
| 3.        | 「制服の人魚」                    | 秋元康    | 三谷秀甫          | 三谷秀甫          | 4:51  |
| 4.        | 「五月雨よ -OFF VOCAL ver.-」     |           | 温詞              | TomoLow、温詞     | 5:16  |
| 5.        | 「僕のジレンマ -OFF VOCAL ver.-」 |           | TomoLow、中村泰輔 | TomoLow、中村泰輔 | 4:39  |
| 6.        | 「制服の人魚 -OFF VOCAL ver.-」   |           | 三谷秀甫          | 三谷秀甫          | 4:50  |
| 合計時間: | 合計時間:                         | 合計時間: | 合計時間:         | 合計時間:         | 29:31 |

| #  | タイトル                       | 作詞 | 作曲・編曲 | 監督       |
| -- | ------------------------------ | ---- | ---------- | ---------- |
| 1. | 「五月雨よ -MUSIC VIDEO-」     |      |            | 堀田英仁   |
| 2. | 「僕のジレンマ -MUSIC VIDEO-」 |      |            | 金野恵利香 |

| #  | タイトル                   | 作詞 | 作曲・編曲 |
| -- | -------------------------- | ---- | ---------- |
| 3. | 「BAN」                    |      |            |
| 4. | 「偶然の答え」             |      |            |
| 5. | 「思ったよりも寂しくない」 |      |            |
| 6. | 「美しきNervous」          |      |            |
| 7. | 「Dead end -Day1-」        |      |            |
| 8. | 「流れ弾 -Day1-」          |      |            |

### TYPE-D
| #         | タイトル                          | 作詞      | 作曲                                | 編曲                                | 時間  |
| --------- | --------------------------------- | --------- | ----------------------------------- | ----------------------------------- | ----- |
| 1.        | 「五月雨よ」                      | 秋元康    | 温詞                                | TomoLow、温詞                       | 5:16  |
| 2.        | 「僕のジレンマ」                  | 秋元康    | TomoLow、中村泰輔                   | TomoLow、中村泰輔                   | 4:39  |
| 3.        | 「車間距離」                      | 秋元康    | Toshikazu.K、Smile From The Streets | Toshikazu.K、Smile From The Streets | 4:24  |
| 4.        | 「五月雨よ -OFF VOCAL ver.-」     |           | 温詞                                | TomoLow、温詞                       | 5:16  |
| 5.        | 「僕のジレンマ -OFF VOCAL ver.-」 |           | TomoLow、中村泰輔                   | TomoLow、中村泰輔                   | 4:39  |
| 6.        | 「車間距離 -OFF VOCAL ver.-」     |           | Toshikazu.K、Smile From The Streets | Toshikazu.K、Smile From The Streets | 4:23  |
| 合計時間: | 合計時間:                         | 合計時間: | 合計時間:                           | 合計時間:                           | 28:37 |

| #  | タイトル                   | 作詞 | 作曲・編曲 | 監督     |
| -- | -------------------------- | ---- | ---------- | -------- |
| 1. | 「五月雨よ -MUSIC VIDEO-」 |      |            | 堀田英仁 |
| 2. | 「車間距離 -MUSIC VIDEO-」 |      |            | 森義仁   |

| #  | タイトル                   | 作詞 | 作曲・編曲 |
| -- | -------------------------- | ---- | ---------- |
| 3. | 「インタビューVTR -Day1-」 |      |            |
| 4. | 「インタビューVTR -Day2-」 |      |            |
| 5. | 「無言の宇宙」             |      |            |
| 6. | 「Buddies」                |      |            |
| 7. | 「Nobody's fault」         |      |            |
| 8. | 「Dead end」               |      |            |
| 9. | 「流れ弾」                 |      |            |

### 通常盤
| #         | タイトル                            | 作詞      | 作曲                       | 編曲              | 時間  |
| --------- | ----------------------------------- | --------- | -------------------------- | ----------------- | ----- |
| 1.        | 「五月雨よ」                        | 秋元康    | 温詞                       | TomoLow、温詞     | 5:16  |
| 2.        | 「僕のジレンマ」                    | 秋元康    | TomoLow、中村泰輔          | TomoLow、中村泰輔 | 4:39  |
| 3.        | 「恋が絶滅する日」                  | 秋元康    | 浦島健太、山口裕也、山本匠 | 山本匠、山口裕也  | 3:57  |
| 4.        | 「五月雨よ -OFF VOCAL ver.-」       |           | 温詞                       | TomoLow、温詞     | 5:16  |
| 5.        | 「僕のジレンマ -OFF VOCAL ver.-」   |           | TomoLow、中村泰輔          | TomoLow、中村泰輔 | 4:39  |
| 6.        | 「恋が絶滅する日 -OFF VOCAL ver.-」 |           | 浦島健太、山口裕也、山本匠 | 山本匠、山口裕也  | 3:56  |
| 合計時間: | 合計時間:                           | 合計時間: | 合計時間:                  | 合計時間:         | 27:43 |

## 選抜メンバー

### 五月雨よ
（センター：山﨑天）
- 3列目：武元唯衣、松田里奈、井上梨名、土生瑞穂、関有美子、上村莉菜、大園玲[10][32]
- 2列目：守屋麗奈、小池美波、渡邉理佐、小林由依、藤吉夏鈴[10][32]
- 1列目：森田ひかる、山﨑天、田村保乃[10][32]

選抜人数は前作より1人増え、15人となっている。センターは山﨑天で、表題曲初センターとなった。今作でも1・2列目のメンバーは櫻エイトと呼ばれる。土生瑞穂は櫻エイトから外れ、守屋麗奈が初めて櫻エイト入りし、小池美波と藤吉夏鈴は「BAN」以来2作ぶりの櫻エイトへの復帰となった。関有美子が初選抜、井上梨名は「BAN」以来2作ぶり、上村莉菜は欅坂46時代の「黒い羊」以来の選抜入りとなった。前作の選抜メンバーのうち、卒業した渡辺梨加と、ミュージカル「カーテンズ」の出演の為に共通カップリング曲の「僕のジレンマ」のみの参加となる菅井友香は選抜から外れた。本作の活動をもって卒業した渡邉理佐は最後の選抜入りとなった。

### 僕のジレンマ
（センター：渡邉理佐）
- 3列目：武元唯衣、松田里奈、井上梨名、関有美子、上村莉菜、尾関梨香、齋藤冬優花、増本綺良、幸阪茉里乃、大沼晶保、遠藤光莉[34]
- 2列目：藤吉夏鈴、守屋麗奈、土生瑞穂、原田葵、小池美波、山﨑天、大園玲[34]
- 1列目：森田ひかる、小林由依、渡邉理佐、菅井友香、田村保乃[34]

発売時点の櫻坂46のメンバー全員が参加。一期生が中央に固まったフォーメーションになっている。菅井友香はこの曲のみ、渡邉理佐は表題曲とこの曲のみ参加する。

### I'm in
（センター：土生瑞穂）
- 3列目：遠藤光莉、関有美子、齋藤冬優花、幸阪茉里乃、尾関梨香、大沼晶保
- 2列目：井上梨名、上村莉菜、原田葵、増本綺良、武元唯衣
- 1列目：大園玲、土生瑞穂、松田里奈

櫻エイト以外のメンバーである「BACKSメンバー」による楽曲であるが、菅井友香は前述の理由により櫻エイトには入ってないもののこの楽曲に参加していない。

### 断絶
（センター：田村保乃）
- 2列目：守屋麗奈、小池美波、小林由依、藤吉夏鈴
- 1列目：山﨑天、田村保乃、森田ひかる

渡邉理佐以外の「櫻エイト」メンバーによる楽曲。

### 制服の人魚
- 守屋麗奈、森田ひかる、山﨑天、武元唯衣[31]

### 車間距離
（センター：森田ひかる）
- 3列目：齋藤冬優花、幸阪茉里乃、尾関梨香、原田葵、増本綺良、大沼晶保、遠藤光莉[34]
- 2列目：守屋麗奈、小池美波、小林由依、藤吉夏鈴[34]
- 1列目：田村保乃、森田ひかる、山﨑天[34]

櫻エイトのうち、渡邉理佐はこの曲には参加しない。また、この楽曲の3列目のメンバーは、菅井友香を除く（理由は前述）表題曲非選抜メンバーで構成されている。

### 恋が絶滅する日
（センター：山﨑天）
- 3列目：武元唯衣、松田里奈、井上梨名、土生瑞穂、関有美子、上村莉菜、大園玲
- 2列目：守屋麗奈、小池美波、小林由依、藤吉夏鈴
- 1列目：森田ひかる、山﨑天、田村保乃

歌唱メンバーは渡邉理佐以外の表題曲選抜メンバー。